# Блатчен
Бла̀тчен или Бла̀чен (на гръцки: Αχλαδιά, Ахладия, на катаревуса: Αχλαδιάς, Ахладияс или Αχλαδέα, Ахладеа, до 1927 година Μπλάτσεν, Блацен) е село в Република Гърция, в историко-географската област Чеч, на територията на дем Неврокоп.

## География
Блатчен се намира на 590 m надморска височина, близо до десния бряг на Места.

## История

### Етимология
Според Йордан Н. Иванов Блатчен е жителско име от началното *Блат(ь)чане, което е от местното име *Блатьць = блато (сравнете Блатец), или от водното име *Блатце, множествено число *Блатца (сравнете Блаца). Жителското име е бла̀чанин, бла̀чанка, бла̀чане.

### В Османската империя
В списъка на населените места с регистрирани имена на главите на домакинствата през втората половина на XV и началото на XVI век в село Блатчен (Плачани) са регистрирани 47 лица. В съкратен регистър на санджаците Паша, Кюстендил, Вълчитрън, Призрен, Аладжа хисар, Херск, Изворник и Босна от 1530 година са регистрирани броят на мюсюлманите и немюсюлманите в населените места. Регистрирано е и село Блатчен (Блачане) с мюсюлмани: 2 домакинства, неженени – 7; немюсюлмани: 58 домакинства, неженени – 14; вдовици – 5.
В XIX век Блатчен е мюсюлманско село в Неврокопска каза на Османската империя. В „Етнография на вилаетите Адрианопол, Монастир и Салоника“, издадена в Константинопол в 1878 година и отразяваща статистиката на населението от 1873 година, Блачен (Blatchen) е посочено като село с 30 домакинства и 80 жители турци.
В 1891 година Георги Стрезов пише за селото:
| „ | Блачан, лежи в един дол между Черешово и Ливадище. Местност хълмиста; нивята са по страните на баирите. Развъждат и много овце и кози. 26 къщи турски. | “ |

Съгласно статистиката на Васил Кънчов („Македония. Етнография и статистика“) към 1900 година в Блатчен (Блатченъ) живеят 200 турци.

### В Гърция
В 1912 година през Балканската война в селото влизат български части. В 1913 година след Междусъюзническата война селото попада в Гърция.
През 1923 година жителите на Блатчен са изселени по силата на Лозанския договор в Турция. През 1927 година името на селото е сменено от Блацен (Μπλάτσεν) на Ахладияс (Αχλαδιάς), което в превод означава Круша. Към 1928 година в Блатчен има заселени 32 гръцки семейства със 125 души - бежанци от Турция.
През май 1944 година селото е опожарено от български части, а населението му депортирано в България.
Населението произвежда тютюн и други земеделски култури, като се занимава и със скотовъдство.
| Име     | Име     | Ново име  | Ново име  | Описание                    |
| ------- | ------- | --------- | --------- | --------------------------- |
| Ракан   | Ρακὰν   | Ипсома    | Υψωμα     | местност Ю от Блатчен       |
| Весеник | Βέσενικ | Кидониес  | Κυδωνιὲς  | връх (1260 m), Ю от Блатчен |
| Боаз    | Μπογὰζ  | Стенорема | Στενόρεμα |                             |

| Година    | 1913 | 1920 | 1928 | 1940 | 1951 | 1961 | 1971 | 1981 | 1991 | 2001 | 2011 | 2021 |
| --------- | ---- | ---- | ---- | ---- | ---- | ---- | ---- | ---- | ---- | ---- | ---- | ---- |
| Население | 339  | 270  | 128  | 202  | 174  | 153  | 94   | 101  | 103  | 86   | 92   | 46   |